# Антимонид родия
Антимонид родия — бинарное неорганическое соединение
родия и сурьмы с формулой RhSb,
кристаллы. Минерал Минакаваит

## Получение
- Сплавление чистых веществ в инертной атмосфере:

{\displaystyle {\mathsf {Rh+Sb\ {\xrightarrow {1310^{o}C}}\ RhSb}}}

## Физические свойства
Антимонид родия образует серые кристаллы
ромбической сингонии,
пространственная группа P nma,
параметры ячейки a = 0,6333 нм, b = 0,5952 нм, c = 0,3876 нм, Z = 4,
структура типа фосфида марганца MnP
.
Соединение конгруэнтно плавится при температуре 1310°С .